# Rossens, Fribourg
Rossens är en ort i kommunen Gibloux i kantonen Fribourg, Schweiz. Rossens var tidigare en egen kommun, men den 1 januari 2016 bildades kommunen Gibloux genom en sammanslagning av Corpataux-Magnedens, Farvagny, Le Glèbe, Rossens och Vuisternens-en-Ogoz.